# Eumannia cebennaria
Eumannia cebennaria là một loài bướm đêm trong họ Geometridae.